# Hakapelici

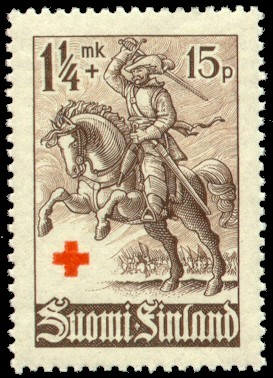
Hakapelita na fińskim znaczku z okresu wojny (1940)

Hakapelici (fin. hakkapeliitat, l. poj. hakkapeliitta) – fińska jazda utworzona za panowania Gustawa II Adolfa i uczestnicząca w szwedzkich wojnach toczonych w XVII-wiecznej Europie.

## Geneza i rozwój
Nazwę ich wywiedziono od zawołania bojowego Hakkaa päälle! (Rozsiekać ich), z którego zasłynęli w starciach. Kwalifikowani byli jako lżejszy rodzaj jazdy z organizacją wzorowaną na kawalerii szwedzkiej (kompanie i regimenty). Zalążek stanowiły 4 kompanie sformowane w 1618 roku, które stopniowo rozwinięto do 24 w 1628. Później (1636) podzielono ich na 3 pułki rekrutowane terytorialnie, istniejące w armii szwedzkiej aż do oddzielenia Finlandii w 1809. Formowane były w prowincjach: Nyland (fin. Uusimaa) i Tavastehus (fin. Hämeenlinna), Åbo (Turku) i Björneborg (Pori) oraz Viborg (Wyborg) i Nyslott (Savonlinna).  

## Cechy szczególne
W działaniach wojennych towarzyszyła im zła sława wynikająca z okrucieństwa okazywanego zarówno nieprzyjacielskim żołnierzom (nie oszczędzali jeńców), jak i ludności cywilnej. Przypisywano ją nieokiełznanemu charakterowi Finów, a także stosowaniu wschodnich metod walki przejętych na pograniczu z Rosją. Postrach budził też fakt, że posługiwali się językiem nieprzypominającym żadnej znanej szerzej mowy. 
Cechowała ich niezwykła lotność i ruchliwość, co upodabniało do polskiej jazdy tatarskiej. Często uzbrojeni byli w zapożyczone z kawalerii Polaków szable i nadziaki. Podobnie jak zwykli rajtarzy czy dragoni, nie korzystali z opancerzenia ochronnego; lepiej wyposażeni nosili niekiedy polskie hełmy typu szyszak. Ogólnie jednak skromna odzież i wygląd zewnętrzny nie wyróżniał oficerów od ich żołnierzy. Używali zimnokrwistych, niewielkich, ale wytrzymałych i szybkich koni fińskich. Atakowali w wyciągniętym kłusie lub w galopie, najpierw strzelając na bliski dystans z pistoletów, a następnie przechodząc do walki na broń białą.  

## Udział w walkach

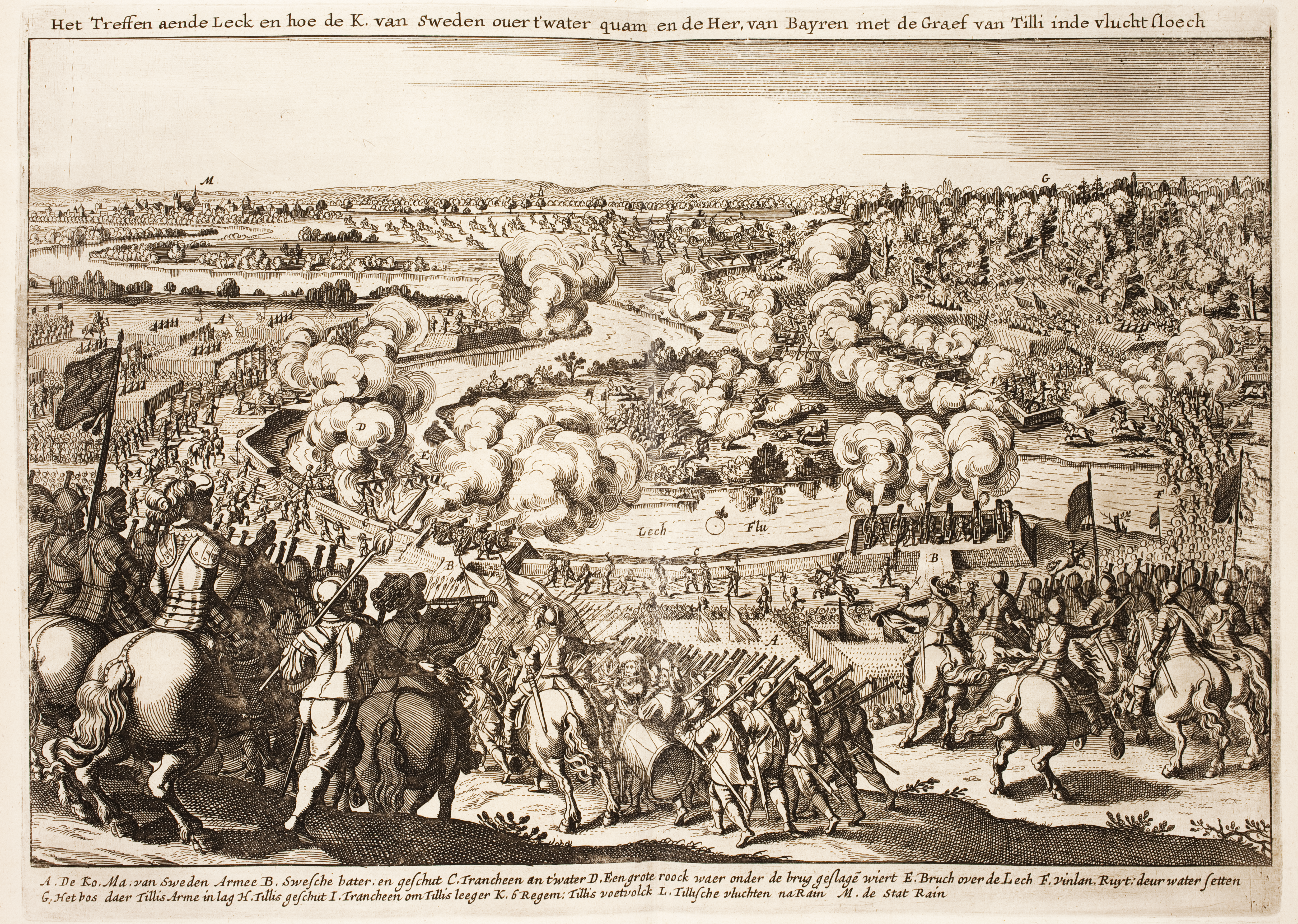
Bitwa pod Rain z przeprawą hakapelitów (po prawej)

Uczestniczyli w kolejnych szwedzkich wojnach tamtej epoki (obu wojnach szwedzko-polskich lat 20. XVII w., wojnie trzydziestoletniej, drugiej wojnie północnej). Jako formacja najpierw podlegali feldmarszałkowi J. de la Gardie, później G. Hornowi; działali też pod dowództwem A. Wittenberga. Na stopie pokojowej w kraju pozostawali pod komendą własnego „pułkownika jazdy fińskiej”. Najbardziej znanym był Torsten Stålhandske, który zasłynął jako dowódca ich zgrupowania (12 kompanii) w Niemczech podczas wojny trzydziestoletniej. 
Uczestniczyli we wszystkich wielkich bitwach tej wojny: od Breitenfeld i Lützen aż do Jankowa i Lens, swymi brawurowymi atakami często rozstrzygając o ich ostatecznym wyniku. W bitwie pod Rain am Lech w Bawarii ich śmiała przeprawa po moście pontonowym wraz z utworzeniem przyczółka na drugim brzegu zdecydowała o zaskakującym zwycięstwie wojsk szwedzkich. Pod Lützen pierwsi zaatakowali nieprzyjaciela prowadząc rozpoznanie w szwedzkiej awangardzie, a potem atakiem flankowym zepchnęli przeciwnika do defensywy i uzyskali powodzenie całego prawego skrzydła. W bitwie pod Wittstock wykonali śmiały manewr okrążający na tyły wojsk cesarskich, który spowodował wśród nich panikę. Skutecznie działali również pod Breitenfeld w 1631 jako „najlepsza kawaleria rozpoznawcza” Gustawa Adolfa, a o wyniku drugiej bitwy (1642) przesądziła ich gwałtowna szarża, która rozbiła jazdę lewego skrzydła wojsk cesarskich, a następnie złamała jego prawe skrzydło umożliwiając głęboki manewr na tyły nieprzyjaciela.

## Militarna spuścizna

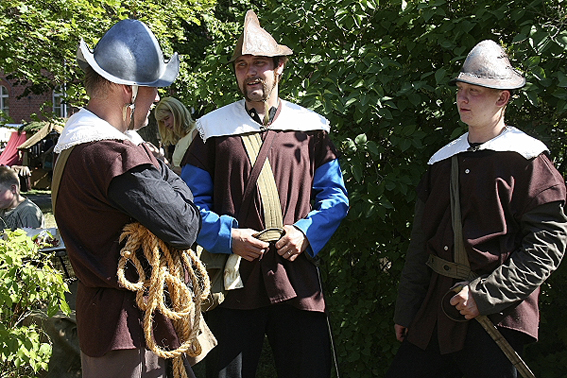
Hakapelici przedstawiani przez grupę rekonstrukcyjną w Tammela (2006)

Hakapelici stanowili wzór dzielności dla Finów w zaciętych walkach z Rosjanami podczas II wojny światowej, a w wojskowej tradycji współczesnej Finlandii awansowali do postaci legendarnych – pamięć o nich jest nadal żywa i znajduje odbicie nawet w sferze sportu w formie swoistego dopingu (okrzykiem hakkaa päälle). Równocześnie zainteresowanie nimi i duma z ich dokonań korzystnie zmieniły w Finlandii stosunek do Szwedów i do pamięci o Gustawie Adolfie, co po raz pierwszy przejawiło się podczas jubileuszowych obchodów w roku 1932. W świadomości dzisiejszych Finów oddziały tej kawalerii, uhonorowanej pomnikiem, stanowią kwintesencję fińskiego męstwa i odwagi. Ich działania chętnie odtwarzają rodzime wojskowo-historyczne grupy rekonstrukcyjne.